# 訃報 2002年6月
訃報 2002年6月（ふほう 2002ねん6がつ）では、2002年（平成14年）6月中に物故した、又は物故が報じられた人物についてまとめる。

## （1日 - 15日）

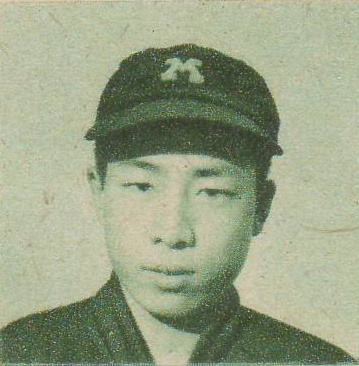
近藤和彦／6月10日没

- 6月1日 - 麻井宇介、ワイン醸造家・評論家（* 1930年）
- 6月1日 - ティボール・シトフスキー、経済学者（* 1910年）
- 6月1日 - 西村虚空、尺八奏者（* 1915年）
- 6月1日 - 大橋秀雄、警察官・評論家（* 1903年）
- 6月2日 - 鉄砲光三郎、河内音頭歌手（* 1929年）
- 6月2日 - 降旗憲二郎、企業家・三菱銀行元常務（* 1910年）
- 6月3日 - ルー・ワッサーマン、ユニバーサル・スタジオの元社長、名誉会長（* 1913年）
- 6月4日 - ピョートル・イワシュチン、軍人・ソ連軍参謀本部情報総局（GRU）長（* 1909年）
- 6月6日 - 永野藤夫、ドイツ文学者（* 1912年）
- 6月7日 - リリアン・バエル、ベルギー王レオポルド3世の妻（* 1916年）
- 6月7日 - フランシスコ・エスクデロ、作曲家（* 1912年）
- 6月8日 - 伊藤喜久井、日本画家（* 1911年）
- 6月9日 - 津田久、実業家（* 1904年）
- 6月10日 - 近藤和彦、元プロ野球選手（* 1936年）
- 6月10日 - ジョン・ゴッティ、マフィア組織幹部（* 1940年）
- 6月10日 - 上月重雄、大蔵官僚（* 1926年）
- 6月11日 - 中野達雄、よみうりテレビ会長（* 1928年）
- 6月12日 - 青山行雄、よみうりテレビ名誉会長（* 1921年）
- 6月12日 - ナンシー関、版画家・コラムニスト（* 1962年）
- 6月12日 - 一丸章、詩人（* 1920年）
- 6月13日 - 村田英雄、歌手（* 1929年）
- 6月13日 - 壬生台舜、仏教学者・浅草寺第26世貫首（* 1913年）
- 6月14日 - 大谷光照、浄土真宗本願寺派第23世宗主・伯爵（* 1911年）
- 6月15日 - 室田日出男、俳優（* 1937年）
- 6月15日 - 久保等、政治家（* 1916年）

## （16日 - 30日）

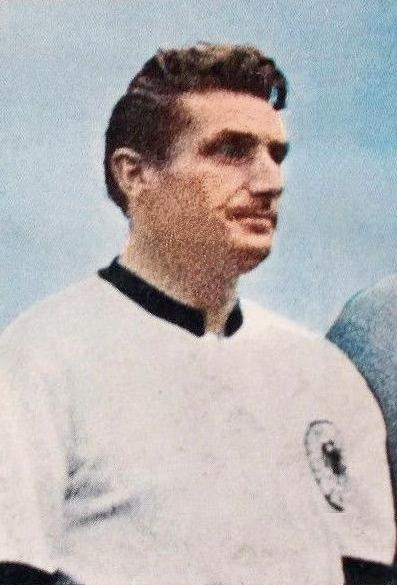
フリッツ・ヴァルター／6月17日没

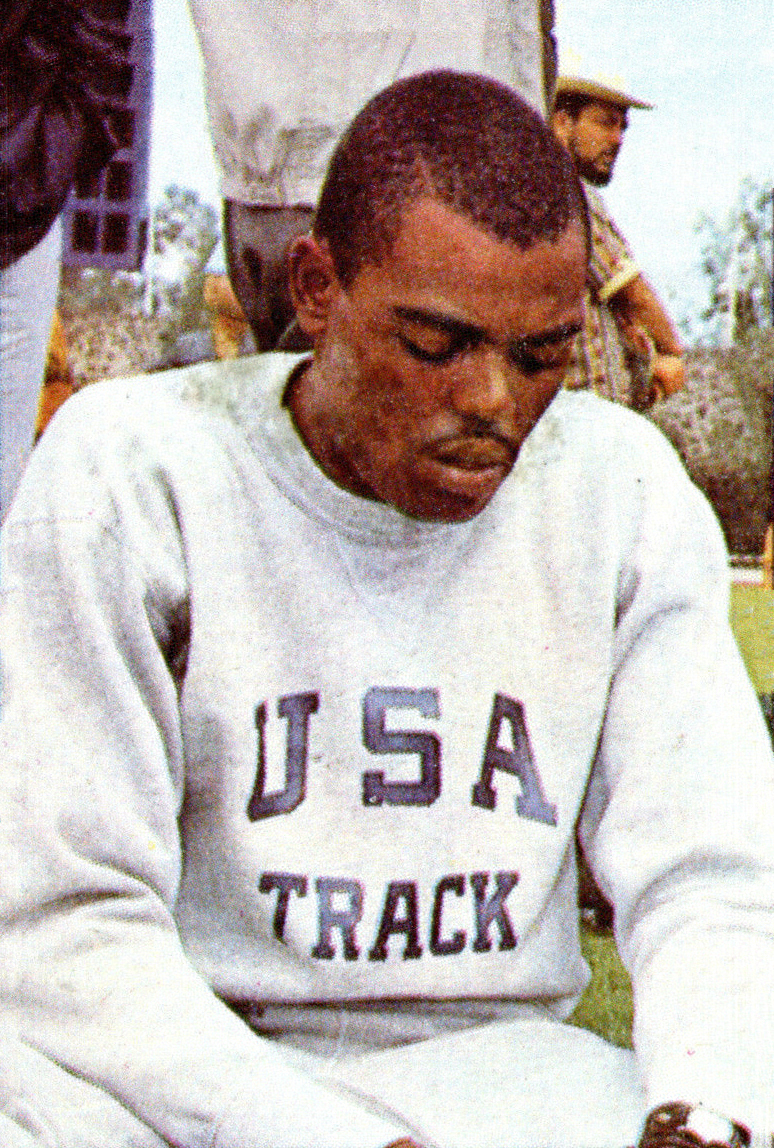
ウィリー・ダベンポート／6月17日没

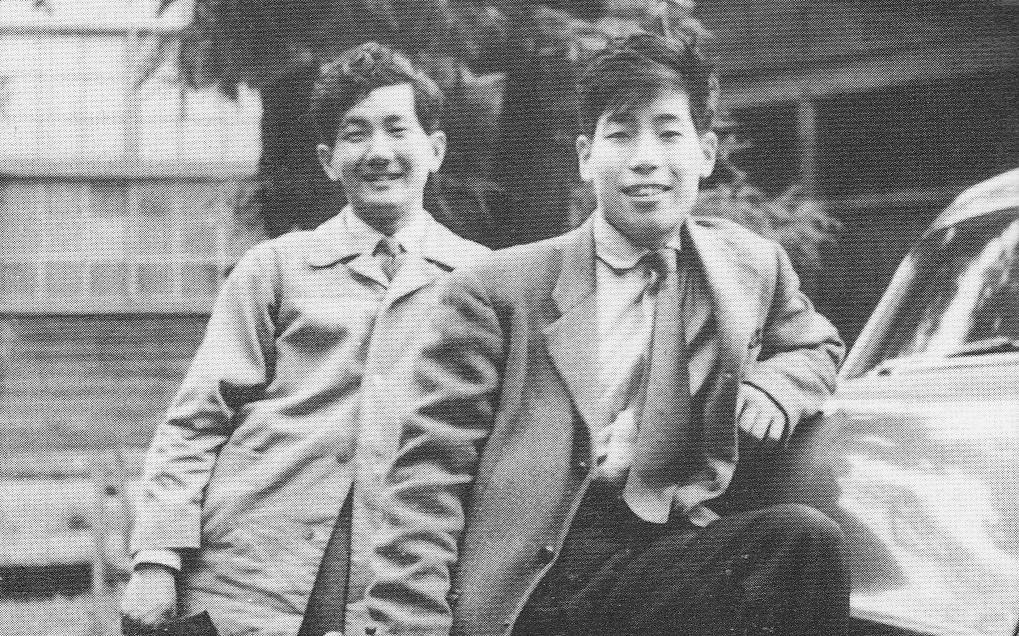
山本直純（右）／6月18日没

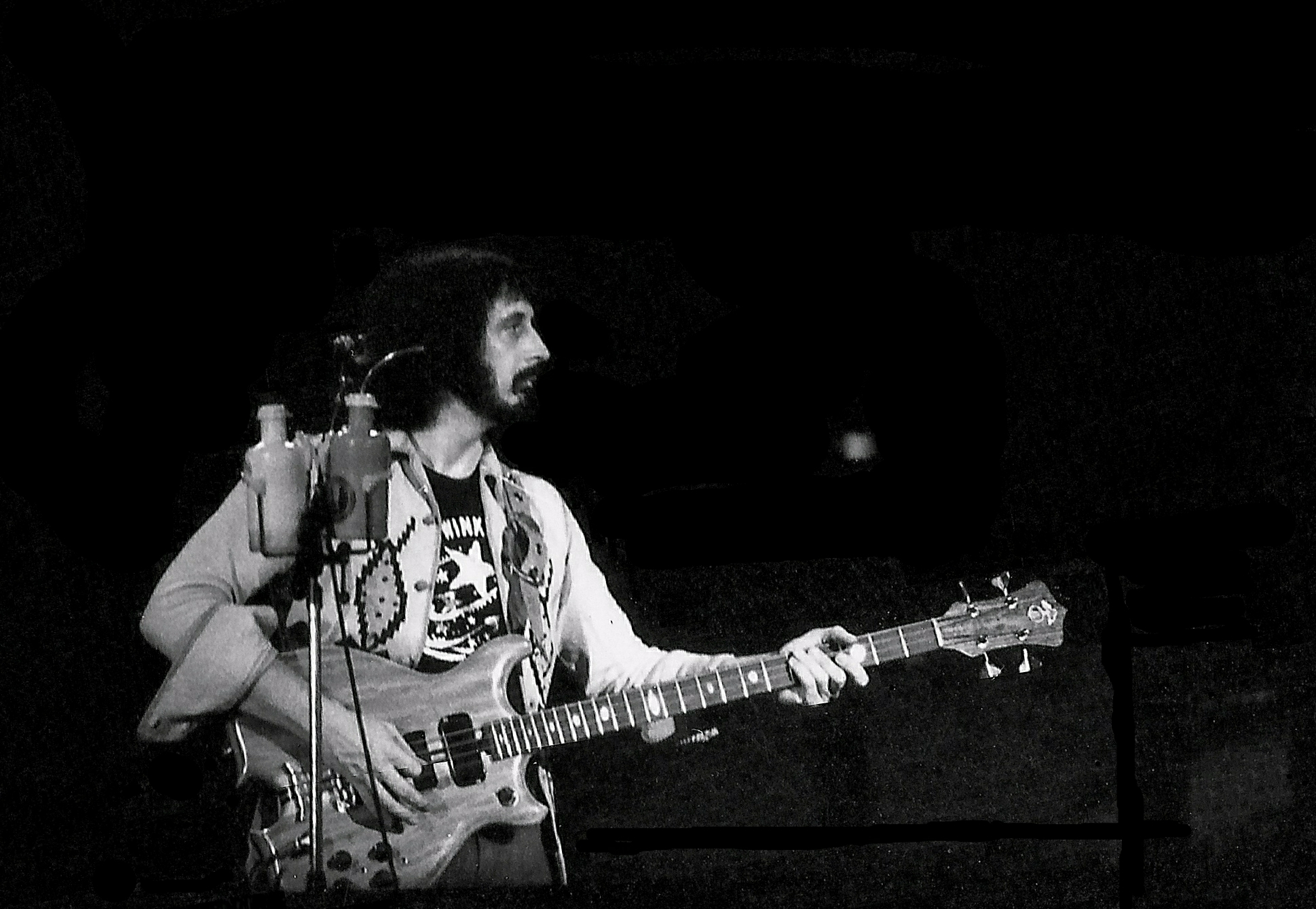
ジョン・エントウィッスル／6月27日没

- 6月17日 - フリッツ・ヴァルター、サッカー選手（* 1920年）
- 6月17日 - ウィリー・ダベンポート、陸上競技選手（* 1943年）
- 6月17日 - ドブリ・ジュロフ、政治家・軍人（* 1916年）
- 6月18日 - 山本直純、作曲家（* 1932年）
- 6月18日 - 大森寛、内務官僚・陸上自衛官（* 1907年）
- 6月18日 - 清原道壽、技術科教員・教育学者（* 1910年）
- 6月19日 - 室生朝子、随筆家（* 1923年）
- 6月19日 - 出口和明、作家、宗教家、出口王仁三郎の孫（* 1930年）
- 6月20日 - ティヌス・オーセンダルプ、陸上競技選手（* 1916年）
- 6月20日 - エルヴィン・シャルガフ、生化学者（* 1905年）
- 6月22日 - 笠原良三、脚本家（* 1912年）
- 6月22日 - コンラート・ハンゼン、ピアノ奏者（* 1906年）
- 6月23日 - 亀井正夫、実業家（* 1916年）
- 6月24日 - 四代目竹本越路大夫、文楽大夫（* 1914年）
- 6月24日 - 高橋康也、英文学者、翻訳家、東京大学名誉教授（* 1932年）
- 6月24日 - 
マイルス・フィッツアラン＝ハワード、陸軍軍人・政治家（* 1915年）
- 6月25日 - 溝畑茂、数学者（* 1924年）
- 6月25日 - 日向あき子、美術評論家（* 1930年）
- 6月25日 - 尾上雅野、刺繡作家（* 1921年）
- 6月27日 - ジョン・エントウィッスル、ベーシスト（ザ・フー）（* 1944年）
- 6月27日 - 平場安治、法学者・弁護士（* 1917年）
- 6月28日 - 平澤彌一郎、運動生理学者（* 1923年）
- 6月29日 - オーレ＝ヨハン・ダール、計算機科学研究者（* 1931年）
- 6月29日 - ローズマリー・クルーニー、女優（* 1928年）
- 6月30日 - ピート・グレイ、プロ野球選手（* 1915年）